# Sainte-Reine (Savoia)
Sainte-Reine és un municipi francès situat al departament de la Savoia i a la regió d'Alvèrnia-Roine-Alps. L'any 2007 tenia 145 habitants.

## Demografia

### Població
El 2007 la població de fet de Sainte-Reine era de 145 persones. Hi havia 60 famílies de les quals 22 eren unipersonals (7 homes vivint sols i 15 dones vivint soles), 15 parelles sense fills, 19 parelles amb fills i 4 famílies monoparentals amb fills.
La població ha evolucionat segons el següent gràfic:
Habitants censats

### Habitatges
El 2007 hi havia 120 habitatges, 64 eren l'habitatge principal de la família, 45 eren segones residències i 11 estaven desocupats. 110 eren cases i 8 eren apartaments. Dels 64 habitatges principals, 48 estaven ocupats pels seus propietaris, 13 estaven llogats i ocupats pels llogaters i 3 estaven cedits a títol gratuït; 1 tenia una cambra, 4 en tenien dues, 7 en tenien tres, 19 en tenien quatre i 32 en tenien cinc o més. 54 habitatges disposaven pel capbaix d'una plaça de pàrquing. A 29 habitatges hi havia un automòbil i a 31 n'hi havia dos o més.

### Piràmide de població
La piràmide de població per edats i sexe el 2009 era:
| Homes | Edats   | Dones |
| ----- | ------- | ----- |
| 0     | 95 o +  | 0     |
| 0     | 90 a 94 | 0     |
| 0     | 85 a 89 | 0     |
| 0     | 80 a 84 | 0     |
| 4     | 75 a 79 | 4     |
| 0     | 70 a 74 | 4     |
| 0     | 65 a 69 | 4     |
| 16    | 60 a 64 | 4     |
| 4     | 55 a 59 | 4     |
| 0     | 50 a 54 | 0     |
| 4     | 45 a 49 | 4     |
| 8     | 40 a 44 | 0     |
| 8     | 35 a 39 | 4     |
| 4     | 30 a 34 | 8     |
| 0     | 25 a 29 | 4     |
| 0     | 20 a 24 | 0     |
| 4     | 15 a 19 | 0     |
| 8     | 10 a 14 | 4     |
| 0     | 5 a 9   | 0     |
| 0     | 0 a 4   | 4     |

## Economia
El 2007 la població en edat de treballar era de 84 persones, 69 eren actives i 15 eren inactives. De les 69 persones actives 67 estaven ocupades (35 homes i 32 dones) i 2 estaven aturades (2 homes). De les 15 persones inactives 7 estaven jubilades, 3 estaven estudiant i 5 estaven classificades com a «altres inactius».

### Ingressos
El 2009 a Sainte-Reine hi havia 62 unitats fiscals que integraven 144 persones, la mediana anual d'ingressos fiscals per persona era de 15.154 €.

### Activitats econòmiques
Dels 6 establiments que hi havia el 2007, 2 eren d'empreses de construcció, 1 d'una empresa de comerç i reparació d'automòbils, 1 d'una empresa de transport, 1 d'una empresa d'hostatgeria i restauració i 1 d'una empresa de serveis.
Dels 2 establiments de servei als particulars que hi havia el 2009, 1 era una fusteria i 1 electricista.
L'únic establiment comercial que hi havia el 2009 era una peixateria.
L'any 2000 a Sainte-Reine hi havia 7 explotacions agrícoles que ocupaven un total de 518 hectàrees.

## Poblacions més properes
El següent diagrama mostra les poblacions més properes.